# Zone de conservation des oiseaux de Tyrifjorden
La zone de conservation des oiseaux deTyrifjorden est une zone importante pour la conservation des oiseaux (Important bird area ou IBA en anglais). Cette zone est très importante pour la nidification, l'alimentation, le repos lors des migrations et un refuge quand arrive l'hiver pour les oiseaux des zones humides. Créée en 2014, la zone inclut plusieurs réserves naturelles dans et autour du cinquième plus grand lac de Norvège, le Tyrifjorden :
- La rivière Storelva (avec ses méandres),
- La zone de protection du biotope de Steinsfjorden,
- La réserve naturelle de Storøysundet–Sælabonn,
- La réserve naturelle de Søndre Tyrifjorden,
- La zone de protection du biotope de Vikersund–Bergsjø,
- La réserve naturelle de Vassbunn,
- La réserve naturelle d'Ådalselva,
- La réserve naturelle de Hovsenga,
- La réserve naturelle de Solbergtjern,
- Les rochers de nidification dans le Nordfjorden, Steinsfjorden, Holsfjorden et Væleren dans la forêt de Holleia[1].

La zone comprend également cinq sites ramsar ; les trois bras-morts Synneren, Juveren et Lamyra, qui sont tous à des stades différents de développement, ainsi que les deux domaine importants de Karlsrudtangen (à l'embouchure de la Sogna) et Averøya (à l'embouchure de la Storelva) plus au nord dans le Nordfjorden.
La zone de conservation de Tyrifjorden est sous pression en raison des plans pour la construction du nouveau tracé de la ligne de Bergen et la nouvelle quatre voies de la route européenne 16 entre Sandvika (commune de Bærum) et Hønefoss (commune de Ringerike).

## De nouvelles aires protégées

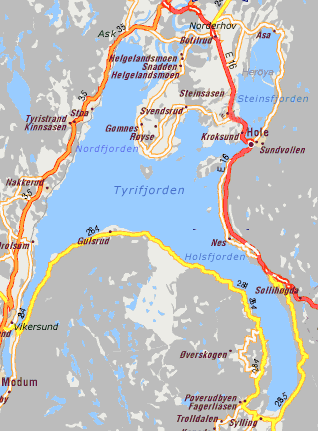
Carte de Tyrifjorden

Le nouveau plan de protection des systèmes de zones humides du Tyrifjord a été défini par le décret royal du 22 juin 2018 et comprend sept nouvelles réserves naturelles et six zones de conservation de biotopes, totalisant environ 21,4 km2. Environ 20,1 km2 sont de l'eau douce, dont environ 16,3 km2 sont de nouvelles zones, tandis qu'environ 5,1 km2 étaient auparavant protégés.
- Réserve naturelle de Storøysundet–Sælabonn, environ 577,3 hectares, commune de Hole[3]
- Zone de protection du biotope de Steinsfjorden, environ 382,5 hectares, communes de Hole et de Ringerike [4]
- Réserve naturelle de Steinsvika, environ 26,3 hectares, commune de Hole[5]
- Réserve naturelle de Søndre Tyrifjorden, environ 584,8 hectares, communes de Modum et Ringerike[6]
- Zone de protection du biotope de Vikersund–Bergsjø, environ 323,2 hectares, commune de Modum[7]
- Réserve naturelle de Vassbunn, environ 11,9 hectares, commune de Modum[8]
- Réserve naturelle d'Ådalselva, environ 201,2 hectares, commune de Ringerike[9]
- Réserve naturelle de Hovsenga, environ 33,7 hectares, commune de Ringerike[10]
- Réserve naturelle de Solbergtjern, environ 4,8 hectares, commune de Ringerike[11]
- Zone de protection du biotope de Lienskjæret, environ 0,8 hectare, commune de Hole[12]
- Zone de protection du biotope des Furuøyene, environ 1,5 hectare, commune de Ringerike[13]
- Zone de protection du biotope de Væleren, d'environ 10,6 hectares, commune de Ringerike[14]
- Zone de protection du biotope de Storøya, environ 2,9 hectares, commune de Lier[15]

## Aires auparavant protégées
- Réserve naturelle d'Averøya, site Ramsar, communes de Hole et de Ringerike
- Réserve naturelle de Braksøya, commune de Hole
- Réserve naturelle de Juveren, site Ramsar, commune de Ringerike
- Réserve naturelle de Karlsrudtangen, site Ramsar, commune de Ringerike
- Réserve naturelle de Lamyra, site Ramsar, communes de Hole et de Ringerike
- Réserve naturelle de Synneren, site Ramsar, commune de Ringerike
- Zone de protection de la faune de Tyrifjorden, désormais incluse dans les trois nouvelles aires protégées au sud du Tyrifjorden